# Klenovyj bulvar (stanice metra v Moskvě, linka Bolšaja kolcevaja)
Klenovyj bulvar (rusky Кленовый бульвар) je stanice moskevského metra na lince Bolšaja kolcevaja, která byla zprovozněna 1. března 2023 v rámci úseku Kachovskaja - Nižegorodskaja. V tento den byly slavnostně zprovozněny všechny dosud nezprovozněné stanice na této lince, provoz slavnostně spustil prezident Ruska Vladimir Putin. Stanice je pojmenována podle ulice procházející v blízkosti stanice. V budoucnu bude stanice přestupní na stanici Birjuljovské linky metra.

## Charakter stanice
Stanice Klenovyj bulvar se nachází ve čtvrti Nagatinskij Zaton (Нагатинский Затон) pod křížením Kolomenské ulice (Коломенская улица) a Klenového bulvaru. Stanice disponuje jedním vestibulem s dvěma výstupy ke Kolomenské ulici a Klenovému bulvaru. Stanice se stane v budoucnu částí dopravního uzlu, jehož součástí bude i hotelový komplex, který má sloužit především hostům nedalekého muzea v přírodě Kolomenskoje.     
Kolomenským se inspirovali designéři při tvorbě podoby stanice, a to především architekturou tamního dřevěného paláce cara Alexeje I. Michajloviče. Vstupní pavilony mají tvar kopule kostela, což právě připomíná siluety architektonických památek umístěných v Kolomenském. Hlavním materiálem vstupního pavilonu jsou hliníkové třívrstvé panely s voštinovou výplní. Na stropě v místě zlomu jsou zrcadlové panely. Podlaha je vydlážděna žulou gabro. Autoři do návrhu zakomponovali i tradiční ornamenty a odkazy na lidová řemesla. Například pro poduliční podchod a vestibul byly vyvinuty neobvyklé světelné zdroje. Prototypem pro ně byly motivy síťované keramiky, které byly vyvinuty v lokalitě Ďakovo gorodišče (Дьяково городище) v Kolomenském. Perforovaný kov a panely světelných difuzorů jsou rozděleny do devíti typů a jsou zkombinovány tak, aby vznikla iluze velkého množství svítidel.  Interiér podzemního vestibulu je v černobílém provedení. Stěny jsou obloženy mramorem, žulou gabro a kovovými panely na sloupech a obloucích.       
Trať metra je zde vybudována v dvoukolejném tunelu, proto stanice Klenovyj bulvar má dvě boková nástupiště, jež jsou propojena s vestibulem prostřednictvím výtahů a eskalátorů, které však končí nad úrovní nástupišť. Zbytek musí cestující dojít po schodišti, nástupiště jsou propojena mostem. Stejně jako ostatní části staničního komplexu i nástupiště se inspiruje Kolomenským - stropy jsou stylizovány do tvaru kopule kostela. Podobně jako ve vstupním pavilonu i zde strop pokrývají hliníkové panely a v místě zlomu pak zrcadlové panely. Zbytek stěn a podlahy jsou obložen šedou žulou. Na nástupištích jsou umístěny ozdobné kameny, cestující je využívají jako lavičky.

## Fotogalerie
- Povrchový pavilon na stanici Klenovyj bulvar
- Pohled na nástupiště s okrasnými kameny
- Vestibul stanice Klenovyj bulvar